# Storia del giornalismo russo
La storia del giornalismo russo decorre sostanzialmente a partire dal XIX secolo, segnata dagli scarsi livelli di alfabetizzazione, dalla censura e dalla sorveglianza governative, nonché dall'enfasi posta dai media sulla politica e sulla propaganda.

## Nel XIX secolo
La Russia imperiale era un'autocrazia che non prevedeva il diritto alla libertà di stampa e che nella prassi limitava fortemente l'attività dei giornalisti. Fino al 1860, i russi più intraprendenti riuscivano a procurarsi le notizie di nascosto e da giornali stranieri. Scrittori come Alexander Radishchev (1749–1802), che si proponevano di rappresentare la condizione sociale della Russia, furono severamente censurati o perseguiti. I comunicati stampa ufficiali erano emessi attraverso diversi dicasteri: ad esempio, il periodico Russky Invalid, nato indipendente e, dal 1893 al 1917 finito con l'essere la rivista ufficiale del Ministero della Guerra.
Severnaia Pchela fu il primo quotidiano privato la cui pubblicazione era subordinata al vaglio governativo nella persona di Alexander Smirdin (1795–1857), noto editore di testi letterari, di libri di testo scolastici e delle riviste letterarie Biblioteka Dlya Chtenya e Syn otechestva. Severnaia Pchela fu pubblicata a San Pietroburgo dal 1825 al 1860 e si rivolgeva a un pubblico di intellettuali e personalità del mondo urbano caratterizzato da un raffinato gusto letterario. La sua attività fu oggetto della satira di Alexander Pushkin.
Dal 1839 al 1867, fu attiva anche la rivista letteraria Otechestvennye Zapiski fondata dall'editore e giornalista russo Andrey Krayevsky (1810–1889), che nel 1863 aveva dato vita al popolare quotidiano Golos. Krayevsky fu anche il condirettore di Russky Invalid (dal 1843 al 1852) e di Sankt-Peterburgskie Vedomosti (dal 1852 al 1862), un periodico che avevo raggiunto una tiratura di 12 000 copie.
Nella seconda metà del XIX secolo, lo zar Alessandro II allentò dei vincoli della censura, autorizzando la creazione di circa sessanta nuovi quotidiani. Golos superò la media di 23 000 copie e il suo imprenditore riuscì a fondare la prima agenzia di stampa russa.
Aleksey Suvorin (1834–1912) fu un importante curatore e editore di libri, nonché gestore di una catena di librerie. La sua opera fu tollerata dal governo malgrado il suo punto di vista conservatore e nazionalista, anche in forza dell'alto livello qualitativo dei suoi prodotti editoriali, largamente riconosciuto in Russia.
Il periodico The Russian Bulletin promosse il liberalismo, elogiando l'azione riformatrice di Alessandro II al quale chiese l'introduzione dello Stato di diritto e delle giurie popolari nei tribunali. Nel 1900, chiese al sovrano di promulgare una costituzione e di istituire un parlamento, la Duma, non mancando di tessere le lodi del vecchio apparato rappresentativo della comune agreste (la obščina) e degli zemstvo. La rivista esercitò una pressione politica perché fossero garantite una maggiore uguaglianza e una diffidenza aprioristica nei confronti del capitalismo, dell'industria e degli uomini d'affari.
Il successo di pubblico non riguardò questa rivista liberale, quanto piuttosto i giornali della sinistra sovietica che erano pubblicati clandestinamente dai partiti rivoluzionari, oltre a 429 titoli satirici non autorizzati e diretti contro il regime zarista. Entrambi furono presi di mira dalla censura governativa, che li chiuse dopo poco tempo.
Malgrado la repressione politica, il numero di quotidiani e settimanali continuò a crescere: l'unica soluzione praticabile per la censura governativa era quella di piegare il contenuto della notizia ai propri fini, prima che essa fosse pubblicata. L'Agenzia telegrafica russa di San Pietroburgo supportò l'azione politica e propagandistica degli zar, contribuendo ad aumentare il livello di alfabetizzazione media delle masse. Tra il 1904 e il 1917 fece circolare un complesso di informazioni fattuali passate dal governo al fine di manipolare l'opinione pubblica e orientarla a favore della rapida campagna di industrializzazione del Paese diretta dal ministro delle finanze Sergei Witte. L'agenzia fu infine rilevata dai bolscevichi nel 1917.

## Riviste

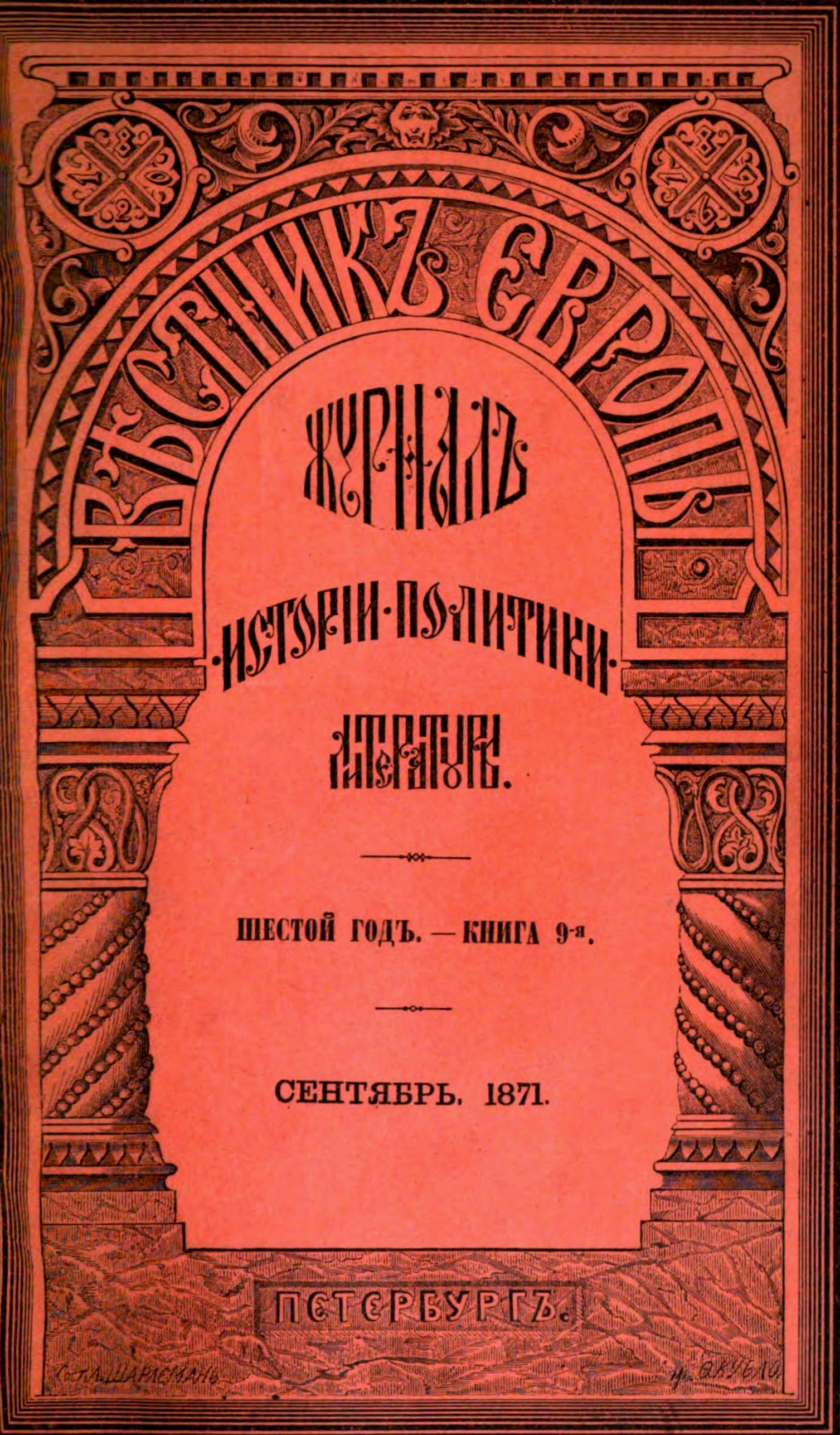
Copertina di un numero di Vestnik Evropy, pubblicato nel 1871

Nel 1790, quasi il 95% della popolazione russa era analfabeta e la maggior parte degli abbonati era composta da gentiluomini, sacerdoti e commercianti.
Nel 1860 il mercato potenziale del settore si era ampliato notevolmente, orientandosi prevalentemente a temi soft e alla letteratura, in un numero molto più limitato di casi.
Vestnik Evropy divenne la più nota rivista liberale russa alla fine del XIX secolo. Pubblicata dal 1866 al 1918, il suo primo redattore Mikhail Matveevich Stasiulevich (1826-1911) illustrò il liberalismo di John Stuart Mill e il socialismo di Proudhon mediante una rassegna delle loro opere. L'intento era quello di prevenire qualsiasi radicalizzazione della politica e di proporre una terza via del liberalismo russo, distinta da quello europeo, che era storicamente segnato dallo scontro fra la borghesia e la classe operaia.
Il nazionalismo russo fu consolidato dall'opera di Mikhail Katkov (1818-1887), il quale, pur non essendo un affermato teorico politico, era un brillante giornalista con un'ottima dialettica, che lo rese un punto di snodo per la creazione di un sentimento di identità nazionale. Dopo la guerra di Crimea del 1856 e l'insurrezione polacca del 1863, Katkov abbandonò le sue opinioni liberali anglofile e alle riforme di Alessandro II oppose l'idea di uno "Stato forte" russo, fondato su un popolo entusiasta e unito da una visione nazionale comune. La rivista letteraria Russkii Vestnik e il giornale Moskovskiye Vedomosti (lett. Notizie Moscovite) furono gli organi di diffusione delle sue idee filoccidentali, opposte a quelle slavofile.
Affermatosi un mercato editoriale di adeguate dimensioni, a partire dal 1895 anche la pubblicità assunse un ruolo di rilievo rispetto alle entrate economiche dei giornali. Il mecenatismo di banche, ferrovie e grandi industrie fece emergere nuove agenzie pubblicitarie. La maggiore di esse, la Mettsel and Co., era arrivata a controllare più della metà del mercato pubblicitario dei quotidiani.

## Le minoranze
L'antisemitismo era un tema comune nella stampa russa. Un importante quotidiano russo, Novoe Vremia iniziò ad attaccare gli ebrei alla fine del 1870. La sua virulenza aumentò durante la rivoluzione del 1904, quando accusò gli ebrei di voler diventare i padroni della Russia.
Parallelamente, il menscevico Julij Martov (1873–1923) fondò le prime riviste e giornali per gli ebrei russi, pubblicate in ebraico, yiddish e russo, quali: Ha-Melitz ("L'avvocato"), Kol Mevasser ("Il Messaggero"), Yidisher Folksblat ("Il Giornale del Popolo Ebraico") e Vestnik russkikh evreev ("Il Corriere russo-ebraico").
Oltre a riviste filosemite, non mancò una varietà di pubblicazioni per le donne e gli appartenenti alla classe operaia.

## L'era sovietica
Nel gennaio 1912, i bolscevichi leninisti fondarono il quotidiano Pravda. Fino alla sua soppressione nel 1914, esso fu uno strumento educativo e propagandistico «singolarmente efficace che permise ai bolscevichi di ottenere il controllo del movimento operaio di Pietroburgo e di costruire una base di [consenso nelle] masse per la propria organizzazione». Da Lenin in poi, i bolscevichi detennero il controllo completo dei media russi, ininterrottamente dal 1917 al 1991. I principali quotidiani nazionali erano Izvestija ("La voce del governo") e Pravda ("La voce del partito")., che fu la prima testata a dotarsi di un'attrezzatura per la stampa di illustrazioni, per vari anni rimasta anche la migliore in termini di resa qualitativa.
I principali quotidiani, di concerto tra loro, adottarono e diffusero un lessico e un vocabolario di termini selezionato e specificamente improntato alla retorica e al consolidamento della struttura totalitaria della società. Il controllo della forma e del contenuto della carta stampata permetteva di ostacolare il pensiero critico e di  impedire il formarsi di un'opinione pubblica indipendente. La stampa presentava il potere politico come l'autorità della verità, che si scontrava con gli errori talora intenzionali dei burocrati di livello inferiore, e con l'azione di terzi costantemente presentati spie subdole e di traditori servi del capitalismo.
La norma dell'era sovietica era un insormontabile appiattimento dell'opinione pubblica, salvo rare eccezioni di alto livello. Un esempio di questo tipo fu il progetto di costituzione sovietica del 1936, appoggiato da Pravda e da Trud', il quotidiano dei lavoratori manuali russi, e avversato da Izvestija di Nikolai Bukharin, che riuscì a cambiare temporaneamente la linea editoriale del partito. Dopo alcuni mesi di attacchi mediatici nei confronti degli oppositori e traditori "trotskyiti", Bukharin fu arrestato e infine giustiziato nel '37.
La leadership comunista era radicata nella propaganda della carta stampata, ma prima di tutto aveva necessità di alfabetizzare una popolazione che nel 90% dei casi non era ancora capace nè di leggere nè di scrivere. La scuola divenne la priorità assoluta del governo che mirava ad ottimizzare la successiva opera di giornali e riviste. La manipolazione della quota di opinione pubblica analfabeta era portata a termine mediante l'uso di poster e giagantografie. I piani degli oligarchi includevano anche il monopolio dei nuovi media, come la radio, che era utilizzata per trasmettere i discorsi politici. Le autorità sovietiche si resero conto che la radio era "altamente individualista" e che incoraggiava l'iniziativa privata, un fatto intollerabile per un regime totalitario. Furono quindi imposte sanzioni penali, ma la vera soluzione operativa fu quella di spegnere le trasmissioni via etere, sostituendole con programmi radio trasmessi tramite una rete pubblica su filo di rame con topologia Hub and spoke i cui nodi di terminazione erano gli altoparlanti installati presso le stazioni di ascolto approvate dal governo, i cosiddetti "angoli rossi" delle fabbriche.
Lo stile editoriale sovietico stimolava i cittadini all'ascolto dei leader di partito, mediante un coordinamento di discorsi pubblici tenuti di persona, discorsi radiofonici e interventi sulla carta stampata. La professionalità del giornalista fu fortemente limitata nella sintesi e nell'interpretazione dei testi, col totale divieto di aggiungere commenti, rivelare i retroscena o intavolare discussioni con i lettori. Nessuno si azzardò a mettere in discussione la leadership o a sfidarla, nè tantomeno a organizzare conferenze stampa o a divulgare notizie di portata simile.
Ai corrispondenti stranieri era severamente proibito di interloquire con qualsiasi persona al di fuori dei portavoce ufficiali. Il risultato fu una rappresentazione rosea della vita sovietica nei media occidentali, fino a quando negli anni '50 Nikita Chruščëv non rivelò gli orrori di Stalin. L'esempio più famoso fu quello di Walter Duranty del The New York Times.'

## Dal 1991
La caduta del Muro di Berlino e il crollo del comunismo nella notte nel 1991 liberano i media russi dal controllo governativo. Gli editori e i giornalisti furono colti dall'immediata necessità di reperire e pubblicare notizie accurate, per conquistare un nucleo stabile di lettori abbonati e di entrate pubblicitarie sicure. Con l'ascesa al Cremlino dell'ex KGB Vladimir Putin tornarono ad essere severamente puniti i giornalisti che sfidavano il suo punto di vista ufficiale.
Il presidente russo esercitò un controllo diffuso e pervasivo della stampa, di tipo sia diretto che indiretto. Nel 2012 il governo russo era il padrone di tutte le sei reti televisive nazionali, unitamente a un portafoglio di due reti radio, due dei quattordici quotidiani nazionali e tre quinti dei 45.000 giornali e periodici locali.
Robert W. Orttung e Christopher Walker riportano: 
(Robert W. Orttung, Christopher Walker, Russian Analytical Digest, 2013)
La maggior parte degli analisti dei Paesi liberi si è concentrata sulla figura di Putin, che dal 1999 ha ricoperto ininterrottamente la carica di primo ministro o quella di presidente. Maria Lipman ha affermato: «la repressione che seguì il ritorno di Putin al Cremlino nel 2012 si estese ai media liberali, che fino a quel momento erano stati autorizzati a operare in modo alquanto indipendente». 

Marian K. Leighton ha dichiarato: «dopo aver messo il bavaglio ai media della carta stampata e della radiotelevisione della Russia, Putin ha rivolto i suoi sforzi su Internet».